# 백발의 청춘
《백발의 청춘》은 MBC에서 1985년 6월 16일에 방영된 경로 효친 특집 드라마이다. 이 드라마는 정을병의 소설 《영리한 노인》을 원작으로 하고 있다. 또한 MBC 베스트셀러 극장에 방영될 목적으로 집필되었으나, 분량상 적당하지 않아서 특집 드라마로 방영되었다.

## 줄거리
적극적이고 능동적인 한 노인의 삶을 통해 경로 효친 사상을 일깨운 감동적인 이야기.

## 등장 인물
- 김무생
- 변희봉
- 홍성민
- 나문희
- 정혜선
- 윤철형
- 김도연
- 이승현
- 김용건
- 정대홍